# Рита од Јерменије
Рита од Јерменије (Грчки:Μαρία; 10/11 јануар 1278. – јул 1333. године) била јерменска принцеза. Била је супруга византијског цара - савладара Михаила IX Палеолога.
Била је ћерка јерменског краља Лава II и краљице Керане. Била је супруга византијског цара - савладара Михаила IX Палеолога, чиме је постала млађа царица-супруга Византијског царства. Године 1317. постала је једина царица након смрти старије царице Ирине од Монферата. У Цариграду је била позната као царица Марија Палеолог.

## Биографија
Хроника која се приписује краљу Хетуму II од Јерменије укључена је у збирку познату као "Збирка историчара крсташких ратова". Према одломку који бележи њено рођење, Рита је била сестра близнакиња принцезе Теофане од Јерменије.
Историја Георгија Пахимера бележи да је цар Андроник II Палеолог започео преговоре са краљем Лавом II док је тражио потенцијалну жену за свог сина и млађег цара - савладара Михаила IX Палеолога. Краљ Лав II Хетумид му је понудио Риту, а венчање је обављено 16. јануара 1294. године. Млада је имала шеснаест година, а младожења седамнаест година.
Рита је по удаји преузела име Марија.

### Царица
Царица Рита је била млађа царица супруга од 1294. до 1317. године. Старија је била царица Ирина од Монферата, друга жена цара Андроника II и маћеха цара - савладара Михаила IX. Од 1303. године, цар Андроник II и царица Ирина Алерамичи су имали одвојене дворове. Старији цар је боравио у Цариграду а сениор Августа у Солуну. Царица Рита - Марија је постала једина царица када је царица Ирина Алерамичи Палеолог умрла 1317. године.
Била је царица наредне три године. Међутим, 1320. године смрт њеног другог сина резултирала је трагедијом. Деспот Андроник је имао љубавницу, али ју је сумњичио за неверство. Одредио је своје слуге да сачекају поред њене куће и нападну онога ко покуша да уђе. Онај који је пришао био је деспот Манојло током ноћи и стражари нису успели да га препознају. Други принц је умро по наређењу свог старијег брата.
Ова афера је озбиљно утицала на здравље цара Михаила IX Палеолога који је умро 12. октобра 1320. године. Обе смрти су заоштриле односе између цара Андроника II и Андроника III. Деда и унук су започели грађански рат који ће трајати до победе млађег Андроника 1328. године. У међувремену, удовица царица Рита Палеолог се повукла у манастир, где је узела име „Ксена”. Тамо ће умрети пет година након завршетка рата.

## Деца
- Андроник III Палеолог (25. март 1297. – 15. јун 1341. године).
- Манојло Палеолог, деспот (умро 1320. године).
- Ана Палеологина (умрла 1320. године), удала се за деспота Тому I Комнина Дуку, а затим и за деспота Николу Орсинија.
- Теодора Палеологина (умрла после 1330. године), која се удала за цара Теодора Светослава Тертера Бугарског, а затим за цара Михаила III Шишмана Бугарског.